# Serge Sandberg
Serge Sandberg (* 27. November 1879 in Kaunas, Litauen; † 5. Januar 1981 in Nizza) war ein französischer Unternehmer und Filmproduzent.

## Leben und Wirken
Sandberg wurde 1879 in Kaunas als Sohn eines Textilunternehmers geboren. Er reiste 1900 nach Paris und erhielt bald eine Lehrstelle beim Studio du Poligône in Vincennes. 1902 schickte ihn Charles Pathé nach Moskau mit dem Auftrag, dort eine Niederlassung des Unternehmens Pathé Frères zu gründen. Bei Ausbruch des Russisch-Japanischen Krieges 1904 kehrte er nach Paris zurück. Zur Gründung weiterer Niederlassungen schickte ihn Pathé nach Berlin, von wo aus er bis 1907 nach Wien, Budapest und Bukarest expandierte.
Mit einer Lizenz von Pathé gründete er 1907 die Firma Cinéma-Théâtre und eröffnete mit Unterstützung von Charles Le Fraper feste Kinotheater im Loiretal. 1910 errichtete er die  Palaces Parisiens mit dem Kino Tivoli, darauf das Grand Cinéma Saint Paul, mit Louis Aubert 1915 das Cinéma des Noveautés-Aubert und schließlich den Montrouge Palace.
Sandberg, der 1912 französischer Staatsbürger geworden war, gehörte während des Ersten Weltkrieges der 1915 von Jean-Louis Croze und Pierre Marcel gegründeten  Section Cinématographique et Photographique der französischen Armee an. Mit dem Unternehmen Films René Navarre wurde er 1915 erstmals als Filmproduzent aktiv. Das Symbol des Unternehmens, ein vierblättriges Kleeblatt, wurde von dem Schauspieler René Navarre entworfen. In der Regie von Henri Diamant-Berger produzierte Sandberg hier 1916 den Film Paris Pendant la Guerre.
Nachdem er mit seinem Vorschlag der Errichtung eines zentralen Filmstudios – als Konkurrenz zur 1917 in Deutschland gegründeten UFA – nicht durchdringen konnte, übernahm er 1917 mit Aubert die Leitung der Firma Société Française des Films l’Éclair. Im Folgejahr gründete er mit den Lizenzen von Éclair gemeinsam mit deren Gründer Charles Jourjon die Société Industrielle Cinématographique, die noch im gleichen Jahr die Produktion von Éclair-Filmen wieder aufnahm und 1920 die Kamera Cameréclair auf den Markt brachte. 1919 gründete er die Société des Cinéromans, deren Leitung er René Navarre übertrug. Dort wurden bis 1922, dem Jahr, in dem Sandberg seine Anteile an dem Unternehmen an Jean Sapène verkaufte, acht Filme mit Fortsetzungen nach Drehbüchern von Gaston Leroux und Arthur Bernède gedreht.
Abseits des Kinos inszenierte Sandberg zwischen 1918 und 1922 Theaterstücke am Théâtre du Vaudeville in Paris und organisierte 1918 die Neugründung des ehemals populären Orchesters Jules Pasdeloups, als dessen Dirigenten er Rhené-Baton einsetzte. Dieses wurde u. a. von den Epinays Tobis Studios beauftragt, Begleitmusik zu Stummfilmen zu spielen.
In den Jahren 1919–20 entwickelte er mit Louis Nalpas ein großes Filmproduktionsprogramm und gab 1919 den Bau des Studio de la Victorine in Nizza in Auftrag. Nach der Trennung von Nalpas Mitte 1920 übertrug er die Leitung des Studios Navarre. In der Zeit von 1915 bis 1922 produzierte Sandberg insgesamt etwa 60 Filme.
Danach verkaufte er seine Kinos u. a. an Aubert und die Studios de la Victorine an Corniglion Molinier. Zur Filmproduktion kehrte Sandberg 1928–29 mit Filmen wie La Vierge Folle von Luitz-Morat, Napoleon auf St. Helena von Lupu Pick und Finis Terræ von Jean Epstein zurück. 1930 verkaufte er seine Anteile an den Éclair-Studios an Jourjon.
In seinem Besitz verblieb lediglich die Produktions- und Vertriebsfirma Nord-Est Films (N.E.F.), die er 1928 gegründet hatte. Diese schloss 1933 einen Vertriebsvertrag mit einer Kinogenossenschaft, die 200 Kinos in Frankreich betrieb. Ein Tonfilmprojektor, den er mit Charles Le Fraper auf den Markt brachte, wurde kein finanzieller Erfolg. Ebenso schlugen seine Versuche fehl, ein Tonfilmstudio im Jardin d'Acclimatation zu errichten.
Zwischen 1936 und 1939 produzierte Sandberg mit Sacha Guitry die Filme Le Roman d'un Tricheur (1936), Les Perles de la Couronne (1937) und Remontons les Champs-Elysées (1938). Während der deutschen Besatzung zog er sich auf einen Bauernhof in den Pyrenäen zurück. Nach der Befreiung Frankreich nahm er zwei Projekte mit Gaston Baty (über das Leben Robert Macaires) und mit René Char (Soleil des Eaux) in Angriff, die beide nicht vollendet wurden. 1950 setzte er sich in Nizza zur Ruhe. 1976 war er im Studio de la Victorine Ehrengast einer von Henri Langlois veranstalteten Filmausstellung.